# Weißgefleckte Nelkeneule
Die Weißgefleckte Nelkeneule (Hadena albimacula) oder Weißgefleckte Leimkraut-Kapseleule ist ein Schmetterling (Nachtfalter) aus der Familie der Eulenfalter (Noctuidae).

## Merkmale
Die Flügelspannweite der Falter beträgt 28 bis 37 Millimeter. Die Farbe der Vorderflügel variiert von rotbraun über olivbraun bis zu schokoladenbraun. Im Wurzelfeld ist eine dunkel eingefasste weiße Linie erkennbar. Die großen, weißen Ringmakel treten deutlich hervor, sind schwarz umrandet und innen teilweise mit einem kleinen dunklen Punkt versehen. Darunter befindet sich ein markantes, nahezu quadratisches weißes Feld. Die Nierenmakel sind oftmals verwischt und heben sich dann nicht sehr stark von der Umgebung ab. Gleiches gilt für die in der Regel schwarzbraun gefüllten Zapfenmakel. Das Mittelfeld ist verdunkelt, die Querlinien stark gezackt, der Außenrand abwechselnd braun und weiß gepunktet. Die Hinterflügel sind einfarbig hell graubraun bis ockerfarben, nach außen hin etwas dunkler und zeigen eine dünne, dunklere Mittellinie sowie einen undeutlichen Mittelfleck. Eine gewisse Ähnlichkeit besteht zur Bunten Waldgraseule (Crypsedra gemmea), die jedoch eine weniger rotbraune Grundfärbung besitzt, weiße Flecken an der Basis der Vorderflügel aufweist sowie meist hellere Nierenmakel und nur ein undeutliches weißes Feld unterhalb der Ringmakel zeigt.
Die Raupen sind rötlichgrau, grünlich, bräunlich oder ockergelb gefärbt. Sie besitzen einen dunklen Fleckenstreifen auf dem Rücken, einen hellen Seitenstreifen sowie einige unregelmäßig verteilte dunkle Punkte. Die Puppe ist rotbraun mit zwei deutlichen Spitzen am Kremaster.

### Ähnliche Arten
- Bunte Waldgraseule (Crypsedra gemmea)

## Geographische Verbreitung und Lebensraum
Die Art ist in Europa weit verbreitet, außer im Norden Großbritanniens, Schwedens, Norwegens und Finnlands. In den Alpen kommt sie bis auf etwa 2000 Meter Höhe vor. Die weitere Gesamtverbreitung umfasst Nordafrika, Mittelasien (dort in der ssp.excelsia Hacker, 1996) sowie das westliche Himalaja-Gebiet (dort in der ssp.nivalis Hacker, 1996). Die Weißgefleckte Nelkeneule ist überwiegend auf Kalkboden anzutreffen und bevorzugt sonnige Waldränder, warme Hänge und grasreiche Felsenregionen.

## Lebensweise
Die Falter sind überwiegend nachtaktiv, saugen aber auch am Tage an den Blüten verschiedener Leimkraut-Arten (Silene). Sie besuchen außerdem künstliche Lichtquellen und fliegen von Mai bis Juli. Die Raupen leben von Juni bis August. Sie ernähren sich im Jugendstadium von den Samenkapseln von Nickendem Leimkraut (Silene nutans) oder Taubenkropf (Silene vulgaris), später von deren Blättern. Die Art überwintert als Puppe.

## Gefährdung
Die Weißgefleckte Nelkeneule ist in Deutschland nirgendwo häufig. In einigen Bundesländern gilt sie als ausgestorben oder verschollen und wird auf der Roten Liste gefährdeter Arten in Kategorie 2 (stark gefährdet) eingestuft.